# Jean Stas
Jean Servais Stas (Leuven, 21 augustus 1813 - Sint-Gillis, 13 december 1891) was een Belgisch scheikundige gespecialiseerd in de analytische chemie.
Jean Stas was de zoon van een slotenmaker, afkomstig van Sint-Truiden. Stas promoveerde aan de Rijksuniversiteit Leuven in de geneeskunde. Later ging hij over naar de studie van de scheikunde en ging in 1837 werken aan de École Polytechnique in Parijs onder leiding van Jean-Baptiste Dumas, met wie hij de atoommassa van koolstof bepaalde.
In 1840 werd hij benoemd tot professor aan de Koninklijke Militaire School in Brussel (1841 - 1865). Hij verkreeg internationale erkenning voor het bepalen van atoommassa's met een precisie die tot dan toe nooit was bereikt. Hij deed dit onder andere voor zilver, stikstof, chloor en lood. Hij was president van de Belgische Commissie van maten en gewichten en werd in die hoedanigheid afgevaardigd bij de Internationale Commissie van de meter.
In 1880 werd hij gekozen als correspondent van het Institut de France. Hij was ook lid van de Royal Society van Londen en erelid van het Deutsche Chemische Gesellschaft. In 1885 won hij de Davy-medaille van de Royal Society van Londen.
Als toxicoloog werd hij bekend door het ontwikkelen van een methode (onder andere met behulp van wijnsteenzure alcohol) voor het isoleren en kwalitatief aantonen van bepaalde alkaloïden. In 1851 kon hij bewijzen dat graaf Hippolyte Visart de Bocarmé zijn schoonbroer Gustave Fougnies had vergiftigd met nicotine-extracten van de tabaksplant. Het was de eerste keer dat alkaloïden als bewijsmateriaal gebruikt werden in de forensische geneeskunde.
Stas ging in 1869 met pensioen vanwege problemen met zijn stem ten gevolge van een keelaandoening. Hij werd later benoemd tot commissaris van de Belgische Munt, maar nam ontslag in 1872 omwille van onenigheid met de monetaire politiek van de regering.
In 1886 werd hij in zijn geboortestad uitbundig gevierd, bij die gelegenheid werd ook een straat (de oude Schoonzichtstraat/Rue de Belle Vue) naar hem omgedoopt, de huidige Jan Stasstraat in Leuven. Ook in Brussel is er een zijstraat van de Louizalaan naar hem vernoemd.

## Werken
- Œuvres complètes (3 dln., uitg. d. L.W. Spring en J.B. Depaire, 1894).